# ジュヌヴィエーヴ・クリュニー
ジュヌヴィエーヴ・クリュニー（Geneviève Cluny、1928年4月18日 - ）は、フランスの女優である。

## 人物・来歴
1928年4月18日、フランス・ドゥー＝セーヴル県ブレシュイールに生まれる。
1956年、28歳のときに、アンリ・ディアマン＝ベルジェ監督の『貧民街の牧師』に出演して映画界にデビューした。1959年、ヌーヴェルヴァーグの映画作家のひとりクロード・シャブロル監督の長篇劇映画第2作『いとこ同志』に準主役級のジュヌヴィエーヴ役で出演、エドゥアール・モリナロ監督の『彼奴を殺せ』にブロードキャスターの役で出演、1960年にはフィリップ・ド・ブロカ監督の『愛の戯れ』で主役級の大きな役であるシュザンヌ役を得て、ジャン＝ピエール・カッセルらと共演、その後もド・ブロカ作品に多く出演した。
1960年前後の当時、シャブロル、ド・ブロカらと親しい映画作家のジャン＝リュック・ゴダールと話をする機会があり、そのときに話した内容を原案として、ゴダールが脚本を書き、映画『女は女である』となった。同作にクリュニーが出演した記録はない。
1961年以降、ドイツでの長篇劇映画やテレビ映画への出演がつづいた。1968年には、ジョン・ギラーミン監督のアメリカ映画『非情の切り札』に出演している。
45歳になる1973年以降の映画への出演記録は途切れるが、56歳になる1984年には脚本家としてデビューしている。

## フィルモグラフィ
- 『貧民街の牧師』 Mon curé chez les pauvres : 監督アンリ・ディアマン＝ベルジェ、1956年 - レジーヌ役
- L'ami de la famille : 監督ジャック・ピノトー、1957年 - ローラ役
- Donnez-moi ma chance : 監督レオニード・モギー、1957年 - ジャクリーヌ役
- Le tombeur : 監督ルネ・ドラクロワ、1958年 - バベット・オリヴァロ役
- 『いとこ同志』 Les cousins : 監督クロード・シャブロル、1959年 - ジュヌヴィエーヴ役
- 『彼奴を殺せ』 Un témoin dans la ville : 監督エドゥアール・モリナロ、1959年 - ブロードキャスター役
- Arrêtez le massacre : 監督アンドレ・ユヌベル、1959年 - ソランジュ役
- 『愛の戯れ』 Les jeux de l'amour : 監督フィリップ・ド・ブロカ、1960年 - シュザンヌ役
- 『女は女である』 Une femme est une femme : 監督ジャン＝リュック・ゴダール、1961年 - 原案
- Le farceur : 監督フィリップ・ド・ブロカ、1961年 - ピルー・ベルロン役
- 『白い国籍のスパイ』 Es muß nicht immer Kaviar sein : 監督ゲザ・フォン・ラドヴァニ、1961年 - ミミ役
- Diesmal muß es Kaviar sein : 監督ゲザ・フォン・ラドヴァニ、1961年 - ミミ役
- Les cinq dernières minutes : テレビ映画シリーズ、1962年 - マルティーヌ役
  - C'était écrit : 監督クロード・ルールセー、1962年6月5日
- 『ラ・ロシェルの娘たち』 Les filles de La Rochelle : 監督ベルナール・デフランドル、1962年 - ヒルデガルド役
- 『メリー・ウィドー』 Die lustige Witwe : 監督ヴェルナー・ヤコブス、1962年 - レヴュースターのヴァランシエンヌ役
- Une nuit avec une vedette : 監督フィリップ・ド・ブロカ、オムニバス映画 Les veinards の一篇、1963年 - パトリシア・パディントン役
- Wochentags immer : 監督ミヒャエル・ブルク、1963年 - イェリ役
- Ferien vom Ich : 監督ハンス・グリム、1963年 - フロランティーヌ役
- Wenn man baden geht auf Teneriffa : 監督ヘルムート・M・バックハウス、1964年 - ユッタ役
- Madame Jumeau a crié : 監督ジャック・デュラン、テレビ映画、1965年
- 『ベイルートより愛をこめて』 Agent 505 - Todesfalle Beirut : 監督マンフレッド・R・コーラー、1966年 - ドゥニーズ・デュプレー役
- 『非情の切り札』 House of Cards : 監督ジョン・ギラーミン、1968年 - ヴェロニク役
- Ton amour et ma jeunesse : 監督アラン・デノー、テレビ映画シリーズ、1973年 - シモーヌ・カルパンティエ役
- Le vent du nord : 監督アラン・デノー、テレビ映画、1984年  - 脚本

## 関連事項
- ブレシュイール （en:Bressuire）